# Proulieu
Proulieu est une ancienne commune française du département de l'Ain. En 1965, la commune est absorbée par Lagnieu.

## Politique et administration

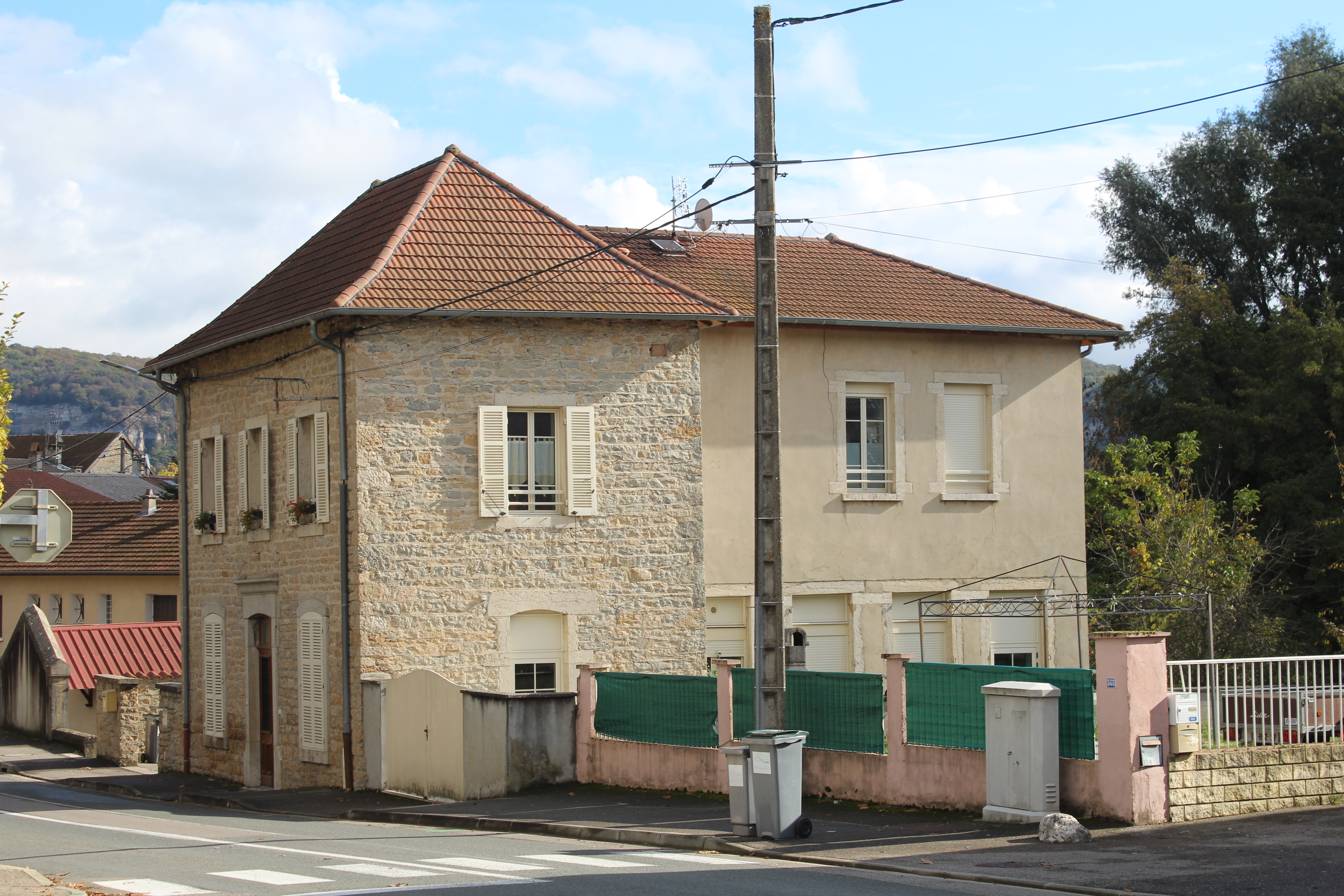
Ancienne mairie.

## Toponymie
Proulieu est issu de Probiliacum qui est un nom de domaine d´origine gallo-romaine. Différentes références à l'ancienne commune sont attestées depuis le début du XIIIe siècle dont Proleu en 1267, Pruliacus en 1459, Prouillou en 1655. Enfin, le nom actuel est attesté en 1736.

## Histoire
Le 10 janvier 1965, la commune est absorbée par Lagnieu.

## Population et société

### Démographie
| 1793 | 1800 | 1806 | 1821 | 1831 | 1836 | 1841 | 1846 | 1851 |
| ---- | ---- | ---- | ---- | ---- | ---- | ---- | ---- | ---- |
| 403  | 423  | 439  | 392  | 408  | 420  | 431  | 461  | 492  |

| 1856 | 1861 | 1866 | 1872 | 1876 | 1881 | 1886 | 1891 | 1896 |
| ---- | ---- | ---- | ---- | ---- | ---- | ---- | ---- | ---- |
| 449  | 404  | 391  | 359  | 379  | 345  | 360  | 352  | 302  |

| 1901 | 1906 | 1911 | 1921 | 1926 | 1931 | 1936 | 1946 | 1954 |
| ---- | ---- | ---- | ---- | ---- | ---- | ---- | ---- | ---- |
| 300  | 262  | 265  | 229  | 198  | 194  | 171  | 180  | 181  |

| 1962 | - | - | - | - | - | - | - | - |
| ---- | - | - | - | - | - | - | - | - |
| 174  | - | - | - | - | - | - | - | - |

## Culture locale et patrimoine

### Lieux et monuments
- Moulin
- Église Saint-Hilaire

### Personnalités
- Guy de La Verpillière a d'abord été maire de Proulieu (en 1953) avant de devenir maire de Lagnieu.

## Pour approfondir